# Sœurs augustines de Notre-Dame de Paris
Les Sœurs augustines de Notre-Dame de Paris formaient un institut religieux féminin de droit pontifical et de spiritualité augustinienne. En 2016, elle fusionnent avec les Religieuses de l'Assomption.

## Activités et diffusion
Les religieuses de la congrégation se dévouent à des œuvres dans le domaine sanitaire, éducatif et pastoral. Elles sont présentes en France (quinze communautés), en Guinée et à Madagascar.
Leur maison généralice est à Paris
Selon l'Annuaire pontifical de 2010, elles étaient en 2008 au nombre de 231 religieuses dans 22 maisons. Elles sont 216 religieuses en 2011.

## Historique
La congrégation des Sœurs augustines de Notre-Dame de Paris est née en 1977 de l'union de deux congrégations hospitalières : celle des augustines de l'Hôtel-Dieu de Paris et celle des augustines du Précieux-Sang d'Arras.

### Les Sœurs augustines de l'Hôtel-Dieu de Paris

#### Origines: les Filles de Saint-Christophe (VIIesiècleà 1217)
Selon la tradition, les origines de la communauté des sœurs augustines de l'Hôtel-Dieu remonterait à l'an 651 et l'établissement, attribué à évêque Landericus (saint Landry), de la plus ancienne maison hospitalière de Paris. Cet hospice implanté dans l'île de la Cité sera ultérieurement connu sous le nom d'Hôtel-Dieu. Selon une affirmation de dom Michel Félibien (1665-1719), souvent contestée, le maire du palais de Neustrie Erchinoald aurait donné pour cette fondation la maison et la chapelle Saint-Christophe qu'il possédait dans cette île. L'auteur cite également les « filles de Saint-Christophe » établies à proximité. Chrodebert, successeur de Landericus appelle ces moniales pour desservir la fondation de saint Landry qui sera encore à la fin du XIIe siècle désignée sous le nom d'« hôpital Saint-Christophe ». Il prendra ensuite le nom de « Maison-Dieu » et enfin celui d'« Hôtel-Dieu ». Les religieuses à l'« hospice des filles de Saint Christophe » se dotèrent au fil des siècles de plusieurs règles avant d'adopter celle de saint Augustin.

#### Les Augustines de l'Hôtel-Dieu de Paris (1217-1977)
Les religieuses de l'hospice de Saint-Christophe deviennent religieuses augustines de l'Hôtel-Dieu en se donnant pour règle les statuts, promulgués en 1217 par le doyen du Chapitre de Notre-Dame Étienne Ier, qui se réfèrent à la règle de saint Augustin. Cette règle n'étant pas attestée à l'Hôtel-Dieu avant cette date, il semblerait inadéquate de parler d'augustines au service de cet hôpital avant 1217.
Initialement les hospitalières de l'Hôtel-Dieu accueillent et logent dans leur maison-mère de la Cité essentiellement des pauvres et « miséreux », quel qu'ils soient, sans aucune distinction. La première mention de malades ne se trouve que bien plus tard, dans les statuts de 1621, alors que les sœurs essaiment déjà depuis une quinzaine d'années vers d'autres hôpitaux parisiens : Saint-Louis (dès son ouverture, en 1605, en pleine période d'épidémie de peste), Beaujon, Lariboisière. Ultérieurement elles seront actives à la Pitié (1809-1819) et à la Charité (1811-1816)
En 1952, la congrégation des augustines de l'Hôtel-Dieu de Paris est agrégée à l'ordre de Saint-Augustin. Deux ans plus tard elle obtient sa reconnaissance en tant que congrégation de droit pontifical.

### Les Sœurs augustines du Précieux-Sang d'Arras
La communauté des sœurs augustines du Précieux-Sang est fondée à Arras en 1854 par Mgr Parisis (1795-1866). Elle est issue de l'union de nombreuses petites congrégations diocésaines, comme les Sœurs enseignantes d'Arras ; les Sœurs hospitalières de Saint-Jean d'Arras ; les Sœurs hospitalières de Saint-Louis de Boulogne ; les Sœurs hospitalières de Montreuil ; les Sœurs hospitalières de Saint-Jean de Laventie. Elles obtiennent leur décret de louange en 1966 et dix ans plus tard s'agrègent aux augustines de Paris.

## Fusions auXXesiècle

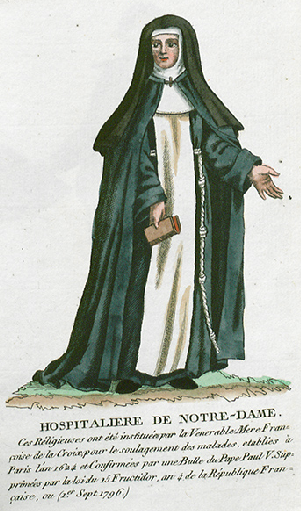
Sœur hospitalière augustine de la Charité Notre-Dame.

- Augustines de l'Hôtel-Dieu de Paris absorbent :
  - De 1938 à 1948 : les Augustines des Hôtels-Dieu d'Étampes, Orléans, Saint-Quentin, Troyes.
- Augustines du Précieux Sang absorbent :
  - 1966 : Congrégation des Augustines de Coutances.
- Augustines de Notre-Dame de Paris absorbent :
  - 1978 : Sœurs de Sainte-Élisabeth de Notre-Dame de Compassion, congrégation de droit diocésain fondée à Lyon en 1841 par Clémence Morel en religion mère Marie des Anges pour recueillir les prostituées.
  - 1980 : Augustines de la Charité Notre-Dame, congrégation de droit diocésain fondé à Paris par Simone Gauguin en religion Françoise de la Croix pour le soin des malades et des personnes âgées dans les établissements publics hospitaliers. Les constitutions basées sur la règle de saint Augustin furent approuvées par Urbain VIII en 1628[6].
  - 1985 : Augustines de la Charité Notre-Dame de Montbrison fondée à Paris en 1628, par Mère Françoise de la Croix[7].